# Jacob Farrell
Jacob Farrell, né le 19 novembre 2002 à Gosford en Australie, est un footballeur australien qui joue au poste d'arrière gauche pour le Portsmouth FC.
Formé chez les Central Coast Mariners, il joue trois saison avec l'équipe sénior et remporte deux fois le championnat australien en 2023 et 2024.
À l'été 2024, Farrell signe à Portsmouth, fraîchement promu en Championship.

## Biographie

### En club

#### Central Coast Mariners
Farrell signe son premier contrat professionnel avec les Central Coast Mariners en novembre 2021, à l'âge de dix-huit ans, après 6 ans passée chez les équipes jeunes des Central Coast Mariners,. Il a fait ses débuts en équipe première pour les Mariners lors d'une victoire contre Blacktown City lors des seizièmes de finale de la Coupe d'Australie, le 13 novembre 2021.
Il fait ses débuts en A-League Men le 21 novembre 2021 lors du derby contre les Newcastle Jets et marque le but du 2 à 0 sur un corner en plaçant une tête puissante que le gardien ne peut pas arrêter. Les Mariners remportent le match 2-1. Farrell devient un titulaire régulier pour les Mariners lors de leur saison 2021-2022.
Le 3 juin 2023, à l'occasion de la finale du championnat, Farrell entre en jeu pendant la seconde mi-temps. En trente secondes après son entrée en jeu, Farrell obtient un pénalty pour les Mariners. Sept minutes plus tard, il provoque un nouveau pénalty. Jason Cummings marque les deux pénaltys pour les buts du 3-1 puis 4-1. Finalement, les joueurs de l'équipe de Gosford remportent la finale 6-1.
Le 1er mai 2024, il marque le premier but de la tête lors de la victoire 2-0 contre Adelaide United. Avec cette victoire, Central Coast est sacré champion de la phase régulière de championnat 2024. Cinq jours plus tard, il joue la finale de la Coupe AFC 2024 contre le club libanais d'Al-Ahed. Farrell et ses coéquipiers l'emportent par la plus petite des marges, 1 à 0. Il est également titulaire lors de la finale du championnat 2024 contre Melbourne City. Le match prend une tournure dramatique avec l'égalisation de Ryan Edmondson dans le temps additionnel de la seconde période pour les Mariners. Les joueurs de Gosford parviennent à marquer deux buts en prolongation et s'offre un nouveau trophée, le troisième sur la saison, en remportant la phase finale.

#### Portsmouth
Le 26 juillet 2024, Farrell rejoint le club de Portsmouth récemment promu en Championship pour un montant non divulgué, signant un contrat de quatre ans. Le 28 septembre, il est titulaire à la place de Conor Ogilvie, alors malade, et joue son premier match avec Pompey contre Sheffield United. Farrell failli marquer en toute fin de match en reprenant un corner de la tête, mais il rate de peu le cadre ne pouvant empêcher le match nul sur le score de 0-0.

### En sélection
Farrell est appelé dans l'équipe australienne des moins de 23 ans pour la Coupe d'Asie U-23 de l'AFC en juin 2022. Il joue son premier match contre le Koweït.

## Statistiques
| Saison                | Club                   | Championnat           | Championnat | Championnat | Championnat | Coupe nationale | Coupe nationale | Coupe nationale | Coupe de la Ligue | Coupe de la Ligue | Coupe de la Ligue | Compétition(s) continentale(s) | Compétition(s) continentale(s) | Compétition(s) continentale(s) | Compétition(s) continentale(s) | Total | Total | Total |
| Saison                | Club                   | Division              | M.          | B.          | P.d.        | M.              | B.              | P.d.            | M.                | B.                | P.d.              | Comp.                          | M.                             | B.                             | P.d.                           | M.    | B.    | P.d.  |
| 2021-2022             | Central Coast Mariners | A-League              | 25          | 1           | 1           | 5               | 0               | 0               | -                 | -                 | -                 | -                              | -                              | -                              | -                              | 30    | 1     | 1     |
| 2022-2023             | Central Coast Mariners | A-League              | 25          | 2           | 3           | 1               | 0               | 0               | -                 | -                 | -                 | -                              | -                              | -                              | -                              | 26    | 2     | 3     |
| 2023-2024             | Central Coast Mariners | A-League              | 25          | 2           | 4           | 1               | 0               | 0               | -                 | -                 | -                 | AFC Cup                        | 10                             | 2                              | 5                              | 36    | 4     | 9     |
| Sous-total            | Sous-total             | Sous-total            | 75          | 5           | 8           | 7               | 0               | 0               | -                 | -                 | -                 | -                              | 10                             | 2                              | 5                              | 92    | 7     | 13    |
| 2024-2025             | Portsmouth FC          | Championship          | 1           | 0           | 0           | -               | -               | -               | -                 | -                 | -                 | -                              | -                              | -                              | -                              | 1     | 0     | 0     |
| Total sur la carrière | Total sur la carrière  | Total sur la carrière | 76          | 5           | 8           | 7               | 0               | 0               | -                 | -                 | -                 | -                              | 10                             | 2                              | 5                              | 93    | 7     | 13    |

## Palmarès

### En club
| Central Coast Mariners (4) |
| - Coupe de l'AFC (1) : - Vainqueur en 2024 - Championnat d'Australie (3) : - Vainqueur de la phase finale : 2023 et 2024 - Vainqueur de la phase régulière : 2024 - Vice-champion de la phase régulière : 2023 - Coupe d'Australie : - Finaliste : 2021 |

### Individuel
Nommé dans l'équipe de la saison de A-League PFA en 2024